# Космос-1711
Космос-1711 је један од преко 2400 совјетских вјештачких сателита лансираних у оквиру програма Космос.
Космос-1711 је лансиран са космодрома Тјуратам, Бајконур, СССР, 24. децембра 1985. Ракета-носач Протон је поставила сателит у орбиту око планете Земље. Маса сателита при лансирању је износила 1400 килограма. Космос-1711 је био навигациони сателит.